# Nashville, Arkansas
Nashville là một thành phố thuộc quận Howard, tiểu bang Arkansas, Hoa Kỳ. Năm 2010, dân số của thành phố này là 4627 người.

## Dân số
- Dân số năm 2000: 4878 người.
- Dân số năm 2010: 4627 người.